# دینوم
دینوم (به هلندی: Deinum) یک منطقهٔ مسکونی در هلند است که در منامرادیل واقع شده‌است. دینوم ۹۹۰ نفر جمعیت دارد.